# 압하지야와 남오세티야에 대한 국제적 승인

압하지야와 남오세티야
압하지야와 남오세티야 모두를 독립 국가로 승인한 유엔 회원국
압하지야와 남오세티야 모두를 독립 국가로 승인한 유엔 비회원국
남오세티야만을 독립 국가로 승인한 유엔 비회원국
압하지야와 남오세티야 모두를 독립 국가로 승인한 적이 없는 국가

압하지야와 남오세티야에 대한 국제적 승인은 압하지야와 남오세티야를 독립국으로 승인하거나 결정하는 과정을 가리키는 용어이다. 유엔 회원국들 중에선 러시아, 니카라과, 베네수엘라, 나우루, 시리아만이 압하지야와 남오세티야를 독립국으로 승인하였다.

## 설명
압하지야와 남오세티야는 미승인 국가로 분류되며 유엔 회원국들 중에선 러시아, 니카라과, 베네수엘라, 나우루, 시리아만이 압하지야와 남오세티야를 독립국으로 승인하였다. 미승인 국가까지 포함하면 트란스니스트리아, 사하라 아랍 민주 공화국도 포함되고 이전에 존재했던 미승인 국가들까지 포함하면 도네츠크 인민공화국, 루한스크 인민공화국, 아르차흐 공화국도 포함된다. 이들 나라 외의 국가들은 모두 압하지야와 남오세티야를 독립국으로 승인하지 않고 있으며 압하지야와 남오세티야를 모두 조지아의 일부로 간주하고 있다. 대한민국 정부도 압하지야와 남오세티야를 독립국으로 승인하지 않고 있으며 압하지야와 남오세티야를 모두 조지아의 일부로 간주하고 있다. 압하지야와 남오세티야를 승인한 유엔 회원국들과 미승인국들은 서로 수교도 하여 외교 관계도 맺고 있다.

## 압하지야와 남오세티야를 독립국으로 승인한 유엔 회원국 목록
다음은 압하지야와 남오세티야를 독립국으로 승인한 유엔 회원국들의 목록이다. 북아메리카에서는 압하지야와 남오세티야를 독립국으로 승인한 나라가 없다.
| 나라       | 독립 승인일                                                       | 비고                                                                      |
| ---------- | ----------------------------------------------------------------- | ------------------------------------------------------------------------- |
| 러시아     | 압하지야 승인: 2008년 8월 26일 남오세티야 승인: 2008년 8월 26일   | 압하지야와의 수교: 2008년 9월 9일 남오세티야와의 수교: 2008년 9월 9일     |
| 니카라과   | 압하지야 승인: 2008년 9월 5일 남오세티야 승인: 2008년 9월 5일     | 압하지야와의 수교: 2009년 9월 10일 남오세티야와의 수교: 2010년 4월 14일   |
| 베네수엘라 | 압하지야 승인: 2009년 9월 10일 남오세티야 승인: 2009년 9월 10일   | 압하지야와의 수교: 2010년 7월 12일 남오세티야와의 수교: 2010년 7월 9일    |
| 나우루     | 압하지야 승인: 2009년 12월 15일 남오세티야 승인: 2009년 12월 16일 | 압하지야와의 수교: 2009년 12월 15일 남오세티야와의 수교: 2009년 12월 16일 |
| 시리아     | 압하지야 승인: 2018년 5월 29일 남오세티야 승인: 2018년 5월 29일   | 압하지야와의 수교: 2018년 7월 22일 남오세티야와의 수교: 2018년 7월 22일   |

## 압하지야와 남오세티야를 독립국으로 승인한 유엔 비회원국 목록
다음은 압하지야와 남오세티야를 독립국으로 승인한 유엔 비회원국들의 목록이다. 위의 목록과 달리 이들은 압하지야와 남오세아티야처럼 정식적인 독립국으로 승인받지 못한 나라들이다.
- 트란스니스트리아: 트란스니스트리아는 1993년 1월 22일 또는 그 이전에 압하지야를 독립 국가로 승인하였다. 트란스니스트리아는 1994년 10월 12일 또는 그 이전에 남오세티야를 독립 국가로 승인하였다.
- 남오세티야: 남오세티야는 2005년 9월 19일 또는 그 이전에 압하지야를 독립 국가로 승인하였으며, 2007년 9월 26일에 압하지야와 수교하였다.
- 압하지야: 압하지야는 2005년 9월 19일 또는 그 이전에 남오세티야를 독립 국가로 승인하였으며, 2007년 9월 26일에 남오세티야와 수교하였다.
- 사하라 아랍 민주 공화국: 사하라 아랍 민주 공화국은 2010년 9월 30일에 남오세티야를 독립 국가로 승인하였다.

## 과거에 압하지야와 남오세티야를 독립국으로 승인하였다가 철회한 국가

### 유엔 회원국
- 바누아투: 바누아투는 2011년 5월 23일에 압하지야를 독립 국가로 승인하고 수교하였으나, 2013년 5월 20일에 단교하면서 승인을 철회하였다.
- 투발루: 투발루는 2011년 9월 18일에 압하지야를 독립 국가로 승인하고 수교하였으며, 2011년 9월 19일에는 남오세티야를 독립 국가로 승인하고 수교하였다. 그러나 2014년 3월 31일에 압하지야, 남오세티야와 모두 단교하면서 승인을 철회하였다.

### 유엔 비회원국
- 도네츠크 인민공화국: 도네츠크 인민공화국은 2014년 6월 27일에 남오세티야를 공식적으로 독립 국가로 승인했고, 2022년 2월 25일에 압햐지야를 공식적으로 독립 국가로 승인했다. 도네츠크 인민공화국은 2015년 5월 12일에 남오세티야와 정식 수교를 맺었고, 2022년 3월 9일에 압햐지야와 정식 수교를 맺었다. 도네츠크 인민공화국은 2022년 9월 30일을 기해 러시아로 공식 합병되었으나, 국제적인 승인을 받지 않은 상태이다.
- 루간스크 인민공화국: 루간스크 인민공화국은 2014년 6월 18일에 남오세티야를 공식적으로 독립 국가로 승인했고, 2022년 2월 25일에 압햐지야를 공식적으로 독립 국가로 승인했다. 루간스크 인민공화국은 2015년 1월 28일에 남오세티야와 정식 수교를 맺었고, 2022년 3월 10일에 압햐지야와 정식 수교를 맺었다. 도네츠크 인민공화국은 2022년 9월 30일을 기해 러시아로 공식 합병되었으나, 국제적인 승인을 받지 않은 상태이다.
- 아르차흐 공화국: 아르차흐 공화국은 2006년 11월 17일에 압하지야와 남오세티야를 독립 국가로 승인하였으나. 2024년 1월 1일에 아르차흐 공화국이 공식 해체되었다.

## 같이 보기
- 압하지야
- 남오세티야
- 미승인 국가 목록